# 圆顶耳蕨
圆顶耳蕨（学名：Polystichum dielsii）为鳞毛蕨科耳蕨属下的一个种。

## 扩展阅读
- 維基物種上的相關：圆顶耳蕨